# 4443 Paulet
A 4443 Paulet (ideiglenes jelöléssel (4443) 1985 RD4) a Naprendszer kisbolygóövében található aszteroida. Henri Debehogne fedezte fel 1985. szeptember 10-én.